# Periconia manihoticola
Periconia manihoticola är en svampart som först beskrevs av Vincens, och fick sitt nu gällande namn av Viégas 1955. Periconia manihoticola ingår i släktet Periconia, ordningen Pleosporales, klassen Dothideomycetes, divisionen sporsäcksvampar och riket svampar.   Inga underarter finns listade i Catalogue of Life.